# غونار سفينسون
غونار سفينسون (بالسويدية: Gunnar Svensson)‏ هو مدرب رياضي سويدي، ولد في 1956.